# György Mitró
György Mitró [ˈɟørɟ ˈmitroː] (* 6. März 1930 in Nyíregyháza; † 4. Januar 2010 in Budapest) war ein ungarischer Schwimmer.
Bei den Olympischen Spielen in London gewann er mit der ungarischen 4 × 200-m-Freistilstaffel die Silbermedaille. Außerdem holte er die Bronzemedaille über 1500 m. Bei den Europameisterschaften 1947 konnte er sich zuvor den Titel über 1500 m sichern.